# Praz (Vully)
Der Ort Praz (Vully), im Freiburger Patois (Prâⓘ), gehört zur Gemeinde Mont-Vully und liegt im schweizerischen Kanton Freiburg.
Der deutsche Namen Matten, wie er beispielsweise noch auf der Siegfriedkarte von 1871 vorkommt, wird heute nicht mehr verwendet.

## Lage
Praz liegt am Fuss des Mont Vully am Murtensee auf dem Delta des Talausgangs des Vau de Praz. Östlich von ihm liegt die Ortschaft Nant, mit der Praz heute zusammengewachsen ist.
Das ab dem 16. Jahrhundert eng mit Praz verbundene Dorf Chaumont wurde im 19. Jahrhundert aufgegeben.

## Namensherkunft
Der Name Praz hat seine Wurzeln im Lateinischen pratum (Wiese). In einem Dokument aus dem Jahr 1375 finden sich die zwei Schreibweisen «villagium dov Pra» und «de Prato»; es ist unklar, ob beide dieselbe Ortschaft meinen. Im Jahr 1390 findet sich die Schreibweise «Prato in Willie» und ab 1509 «Praz». Der deutsche Name «Matten» ist erstmals für 1523 nachgewiesen.

## Geschichte
In Praz sind neolithische Ufersiedlungen nachgewiesen.
Die erste urkundliche Erwähnung stammt aus dem Jahr 1375, in der Praz als Lehnsgebiet von Murten erwähnt wird und zusammen mit anderen Orten der Gemeinde La Rivière zugewiesen wird.
Bis 1484 gehörte Praz zur Herrschaft Murten, die dann eine gemeine Herrschaft von Bern und Freiburg wurde, und ab 1798 zum Bezirk Murten. 1758 zerstörte ein Brand das Dorf.
Praz war nach Môtier pfarrgenössig, das 1530 die Reformation annahm.

## Bevölkerung

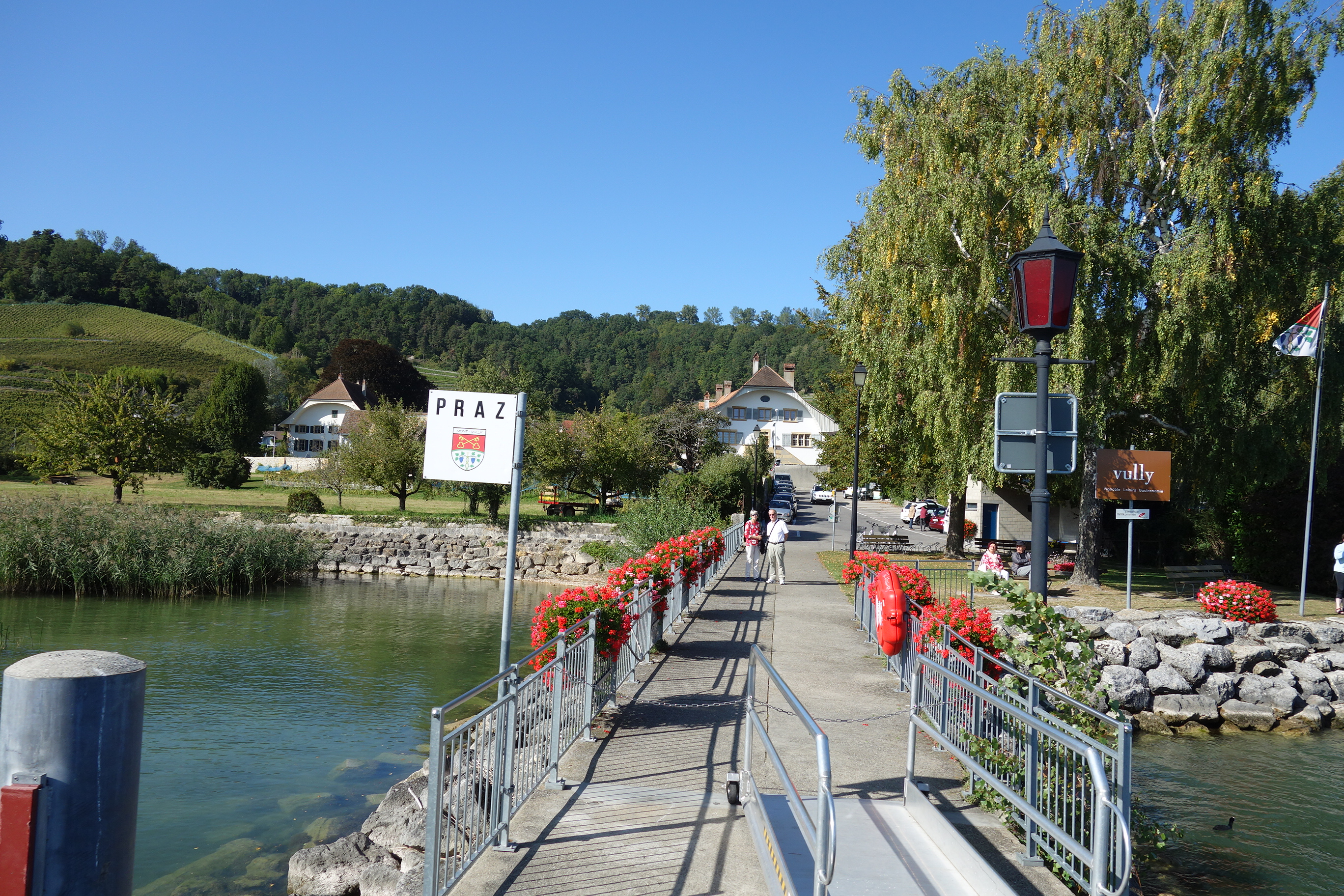
Schiffssteg

| Jahr     | 1428         | 1813      | 1992          |
| Bewohner | 30 Haushalte | 92 Häuser | 259 Einwohner |

## Verkehr
Praz (Vully) liegt an der Strasse entlang des nördlichen Ufers des Murtensees von Salavaux nach Sugiez.
Durch eine Buslinie der Freiburgischen Verkehrsbetriebe (TPF), die von Sugiez nach Lugnorre führt, ist das Dorf an das Netz des öffentlichen Verkehrs angebunden. Durch die Schifffahrtsgesellschaft auf dem Neuenburger- und Murtensee (LNM) besitzt Praz Verbindung mit anderen Seeanstössergemeinden.

## Sehenswürdigkeiten
Im Dorfkern stehen einige Winzerhäuser und stattliche Patriziersitze der Familien von Erlach-Velga und von Wattenwyl.

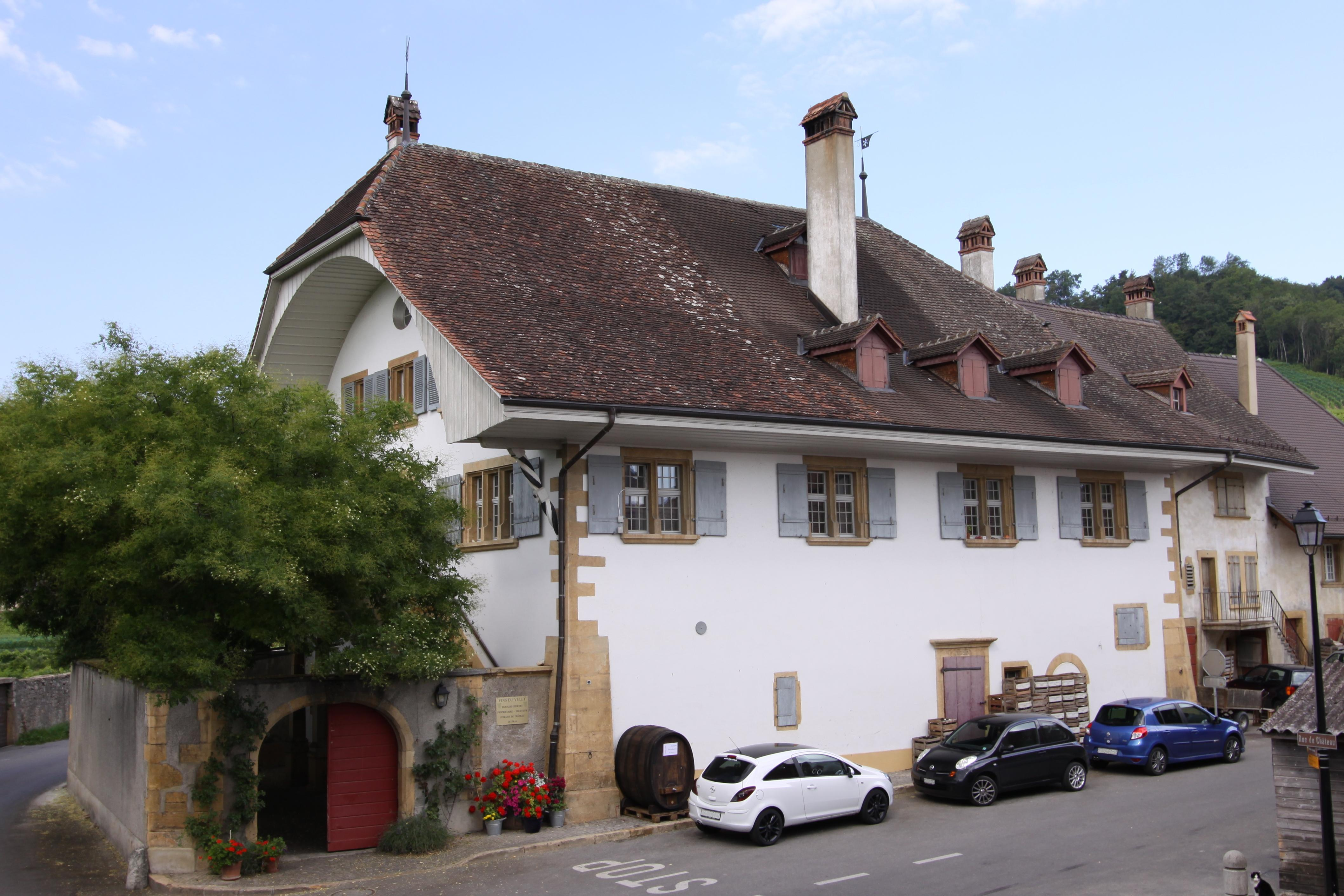
Haus Erlach-Velga
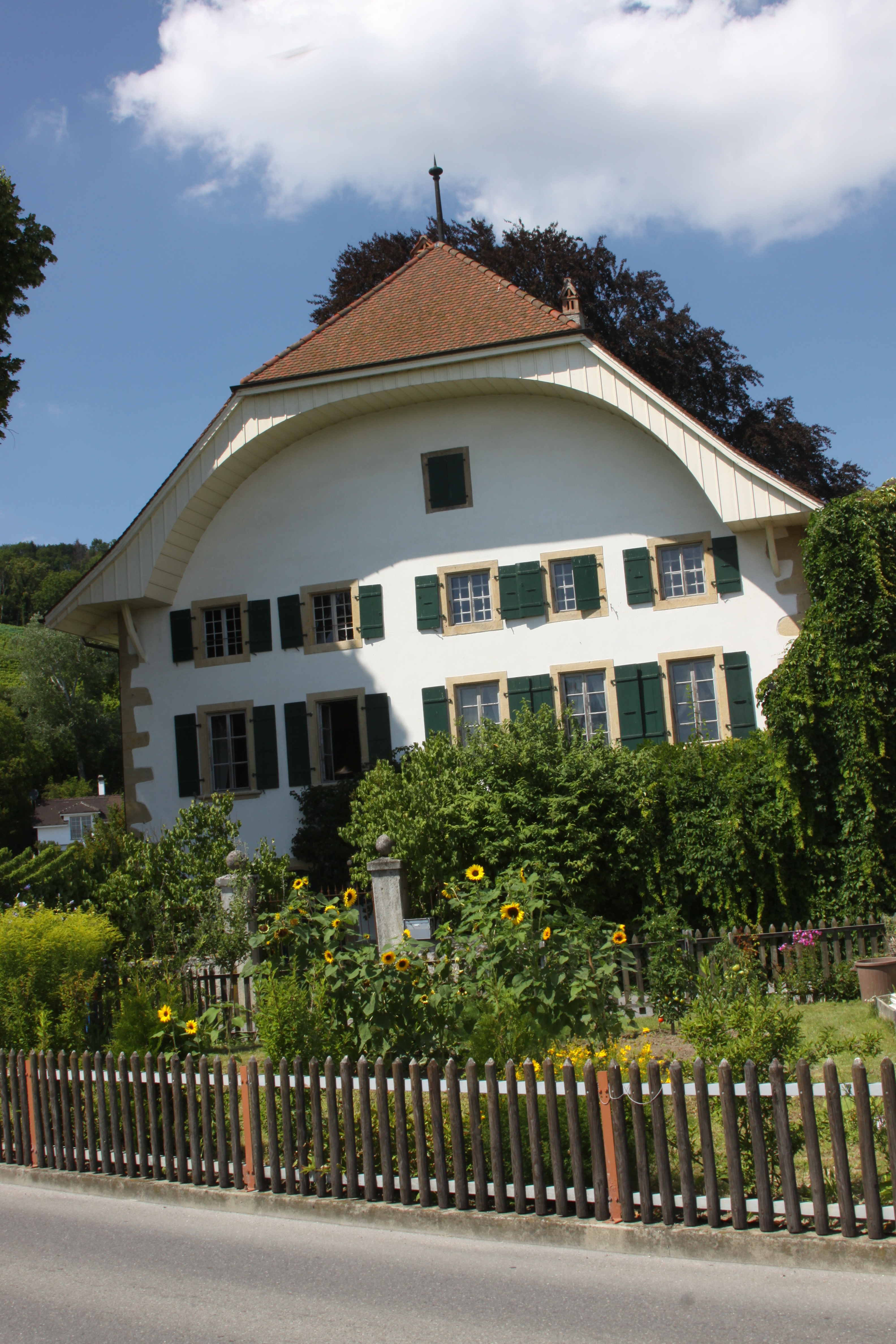
Haus Wattenwyl
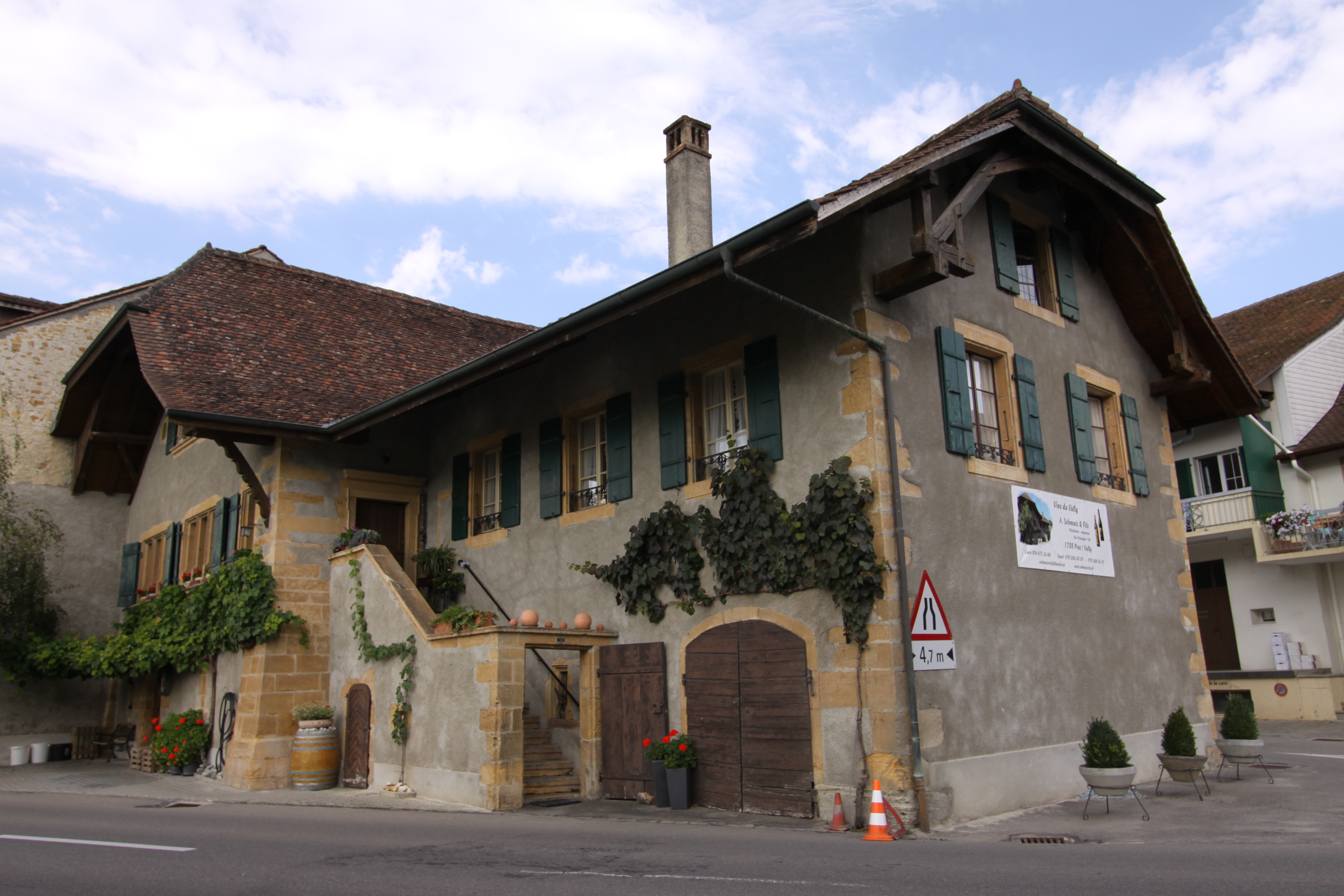
Haus Steiger
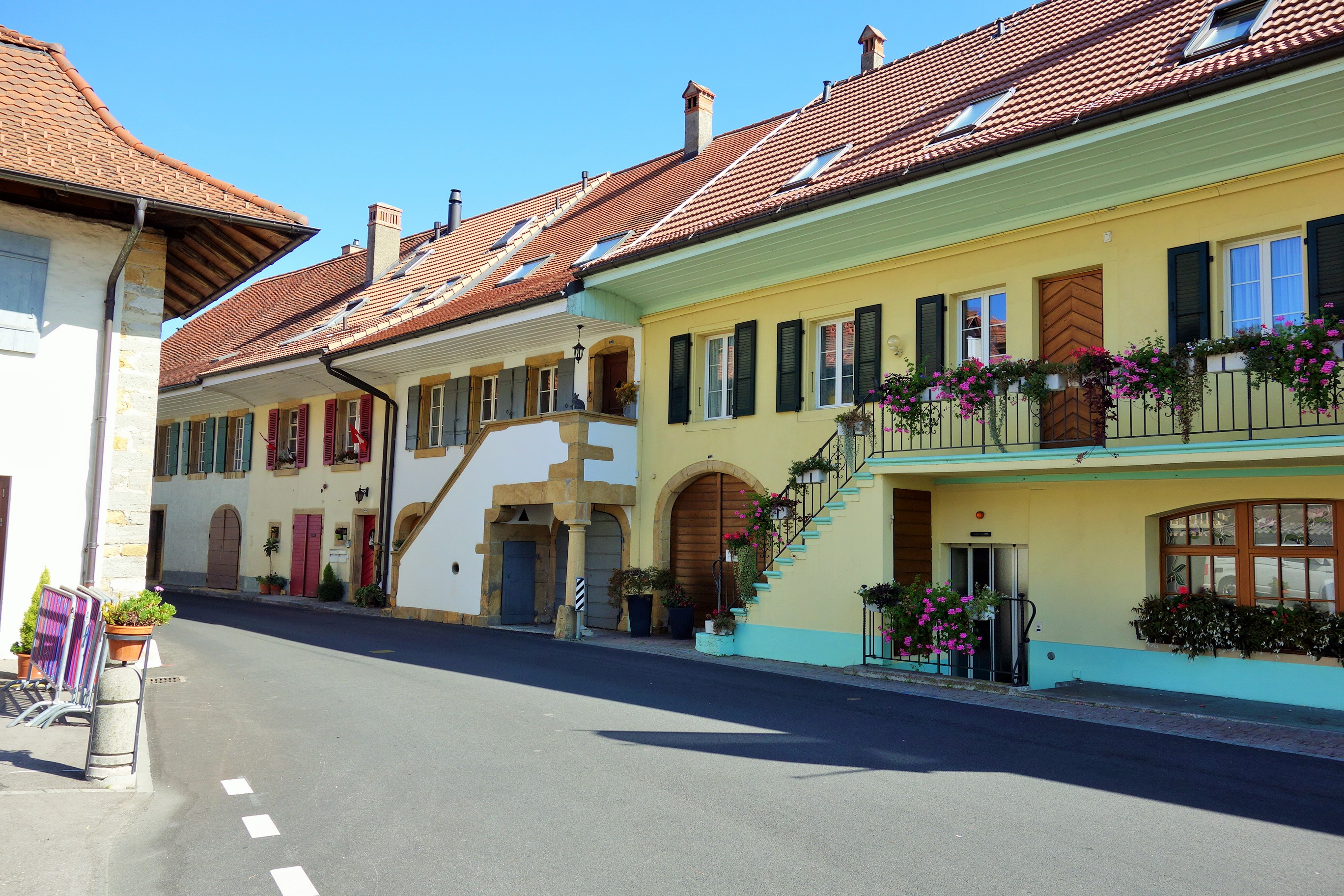
Route Principale 141